# زنبورخوار اروپایی

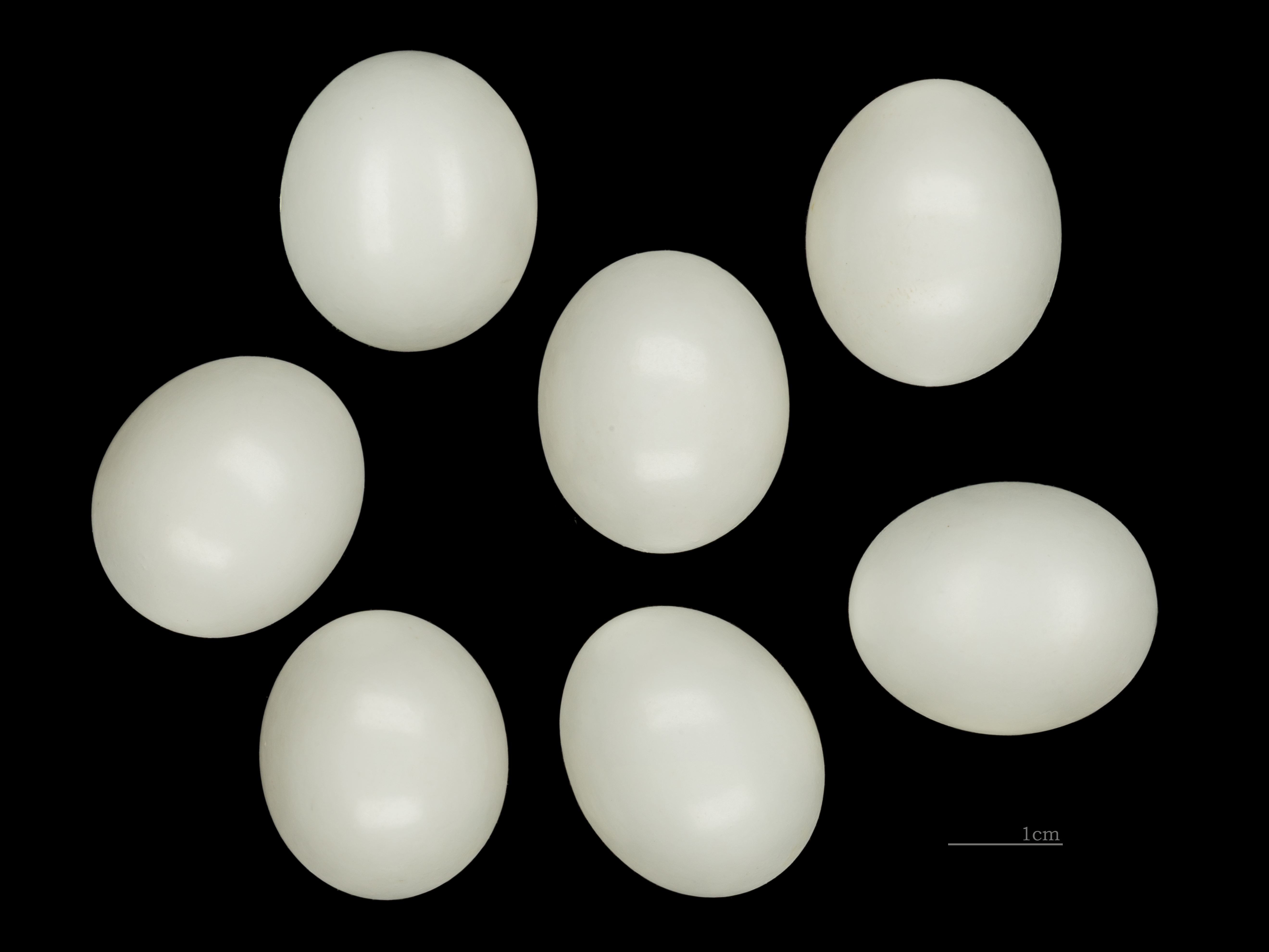
Merops apiaster

زنبورخوار اروپایی یا زنبورخوار معمولی (نام علمی: Merops apiaster) پرنده‌ای از خانوادهٔ زنبورخواران است که در جنوب اروپا و بخش‌هایی از شمال آفریقا و غرب آسیا زادآوری می‌کند. این پرنده مهاجر بوده و زمستان‌ها به مناطق گرمسیری آفریقا، هندوستان و سری لانکا کوچ می‌کند.

## ویژگی‌ها
زنبورخوار معمولی نیز همچون دیگر زنبورخواران دارای قامتی بلند و باریک با پرهایی رنگارنگ است. پرهای ناحیهٔ بالای بدن به رنگ‌های زرد و قهوه‌ای، بال‌ها سبزرنگ و دم و پرهای ناحیهٔ شکم سبز مایل به آبی است. پرهای ناحیهٔ گلو به رنگ زرد درخشان بوده و منقار دراز و خمیدهٔ پرنده سیاه‌رنگ است. همچنین دم پرنده دارای دو شاهپر بسیار دراز در وسط آن است که در پرندگان نابالغ دیده نمی‌شود. هر دو پرندهٔ نر و ماده از نظر ظاهری به یکدیگر شبیه بوده و طول بدنشان به ۲۷ تا ۲۹ سانتی‌متر می‌رسد.

## تغذیه
همان‌گونه که از نام پرنده بر می‌آید، زنبورخوار معمولی از حشرات به ویژه زنبور، زنبور بی‌عسل و زنبور سرخ که آن‌ها را هنگام پرواز شکار و تغذیه می‌کند. این پرنده پیش از خوردن شکارش، نیش آن را با کوبیدن چندبارهٔ حشره به یک سطح سخت جدا ساخته و سپس آن را می‌خورد. زنبورخوار معمولی در طول روز در حدود ۲۵۰ زنبور می‌تواند بخورد. زنبورخوار پس از خوردن زنبور، شیرهٔ بدن زنبور را گرفته و باقی‌مانده را قی می‌کند و تعدادی را هم کامل می‌خورد.

## آشیان‌سازی و زاآوری
زنبورخوار معمولی پرنده‌ای اجتماعی است و لانهٔ خود را در کنار دیگر زنبورخواران در سواحل شنی به‌ویژه در نزدیکی رودخانه‌ها و معمولاً در آغاز ماه مه می‌سازد. آن‌ها یک دالان نسبتاً طولانی را در داخل زمین حفر کرده و تقریباً در اوایل ژوئن بین ۵ تا ۸ تخم کروی‌شکل سفیدرنگ در آن می‌گذارند. پس از آن هر دو پرندهٔ نر و ماده به مراقبت از تخم‌ها پرداخته و جوجه‌ها در حدود ۳ هفته سر از تخم درمی‌آورند.

## نگارخانه

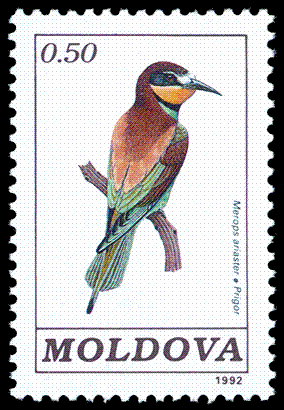
تصویر زنبور خوار - تمبر کشور مولداوی
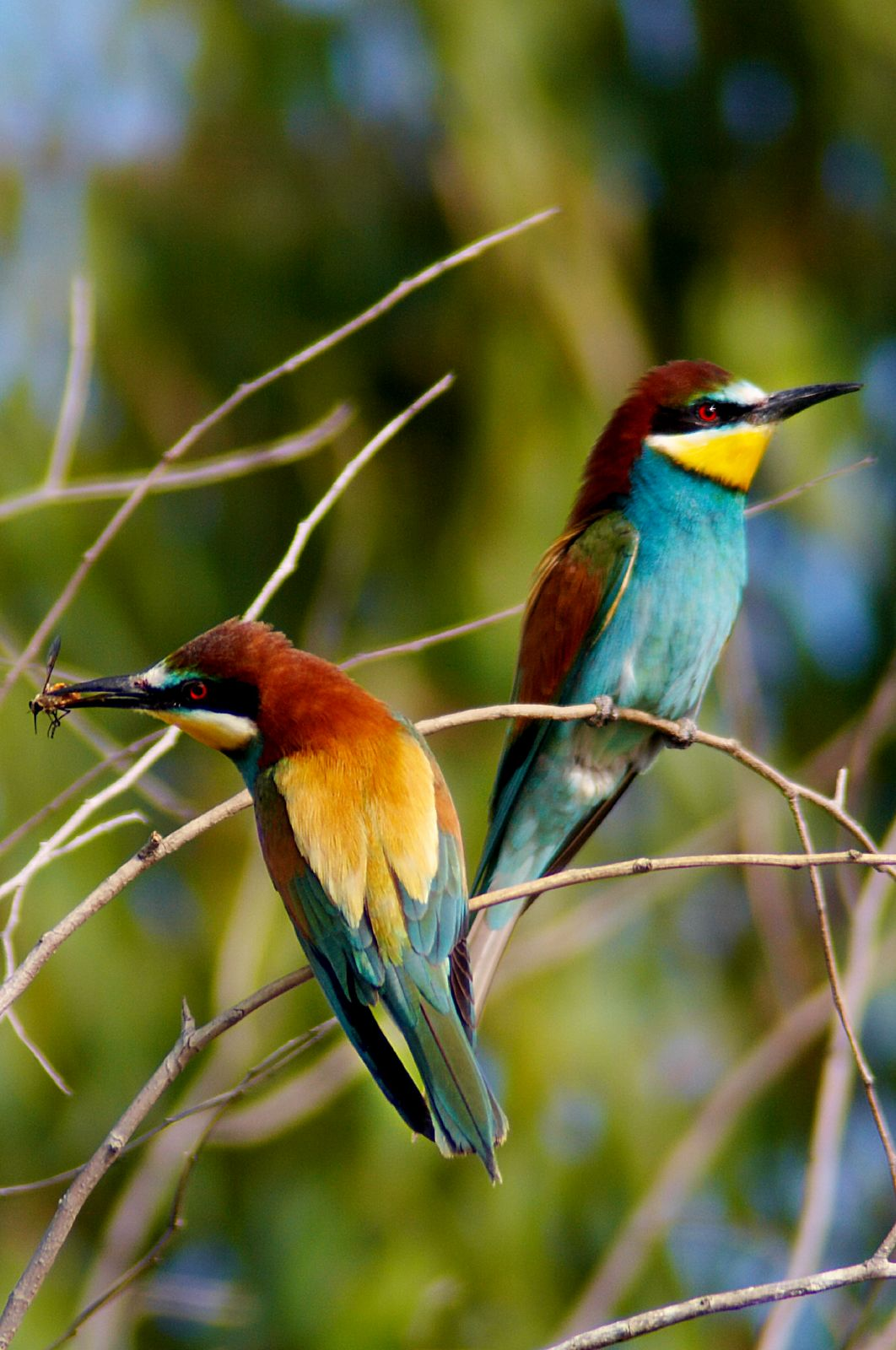
دو عدد زنبورخوار اروپایی - با یک زنبور در دهان
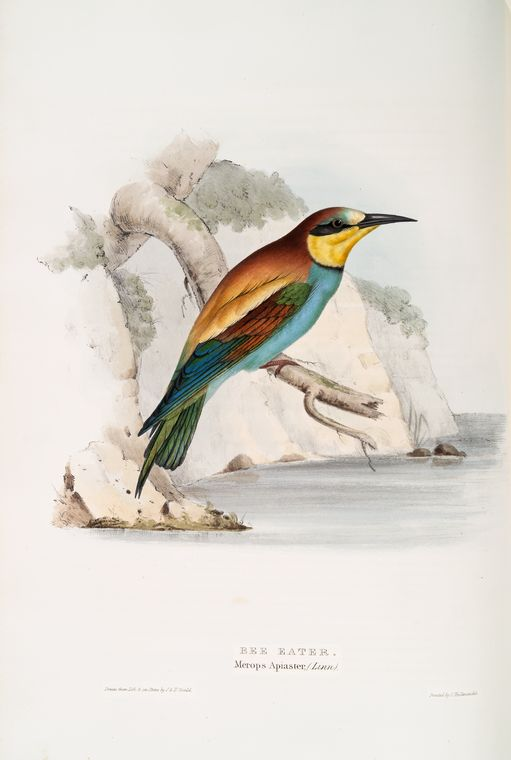
تابلوی زنبورخوار، نقاشی اثر جان گولد پرنده‌شناس انگلیسی
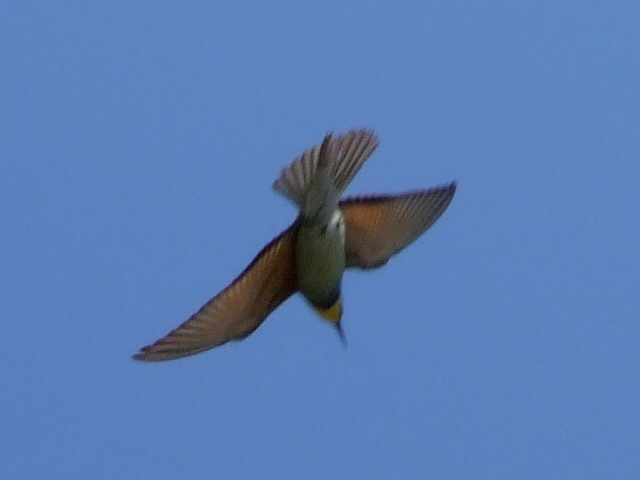
زنبورخوار در حال پرواز
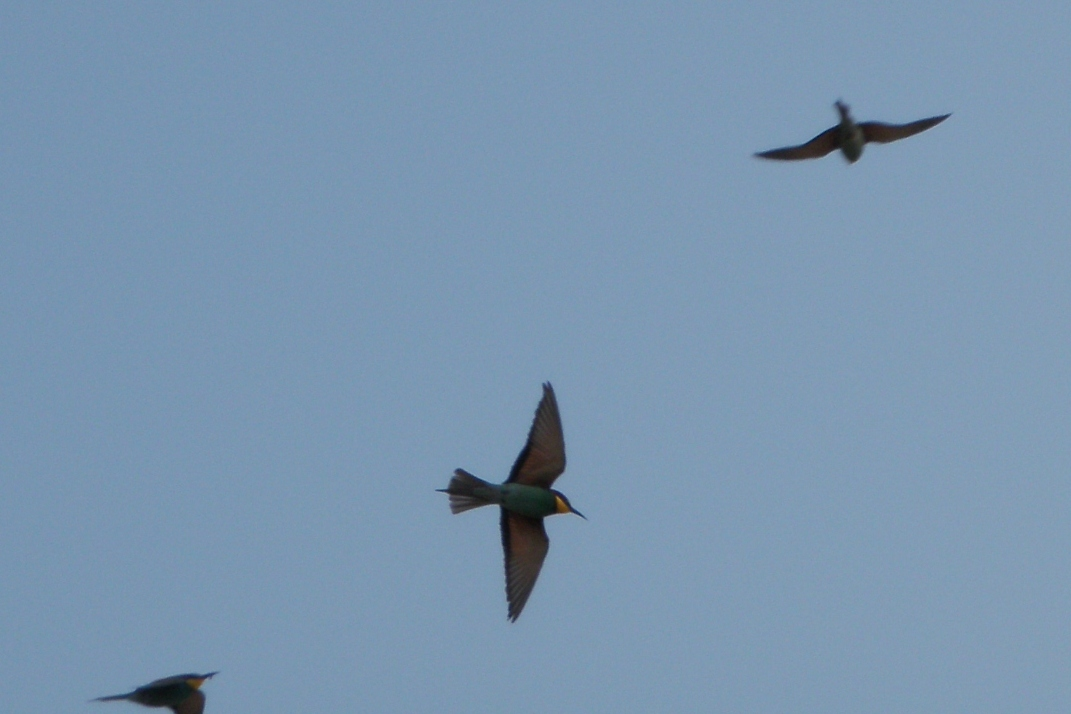
زنبورخوار در حال پرواز
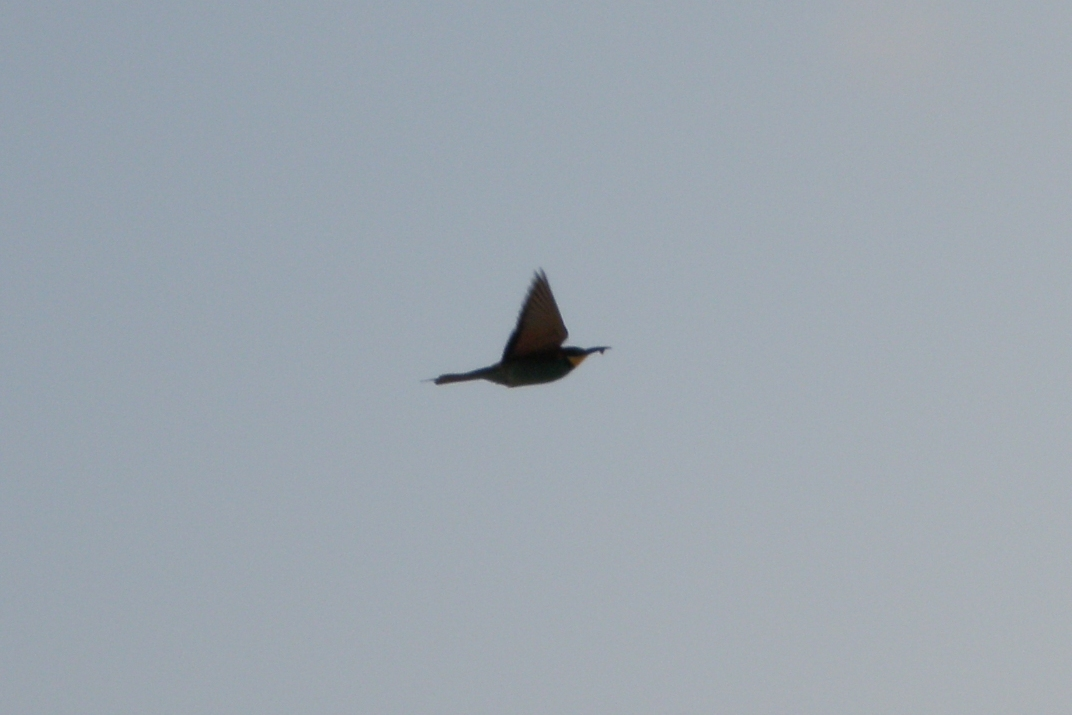
زنبورخوار با یک زنبور در دهان
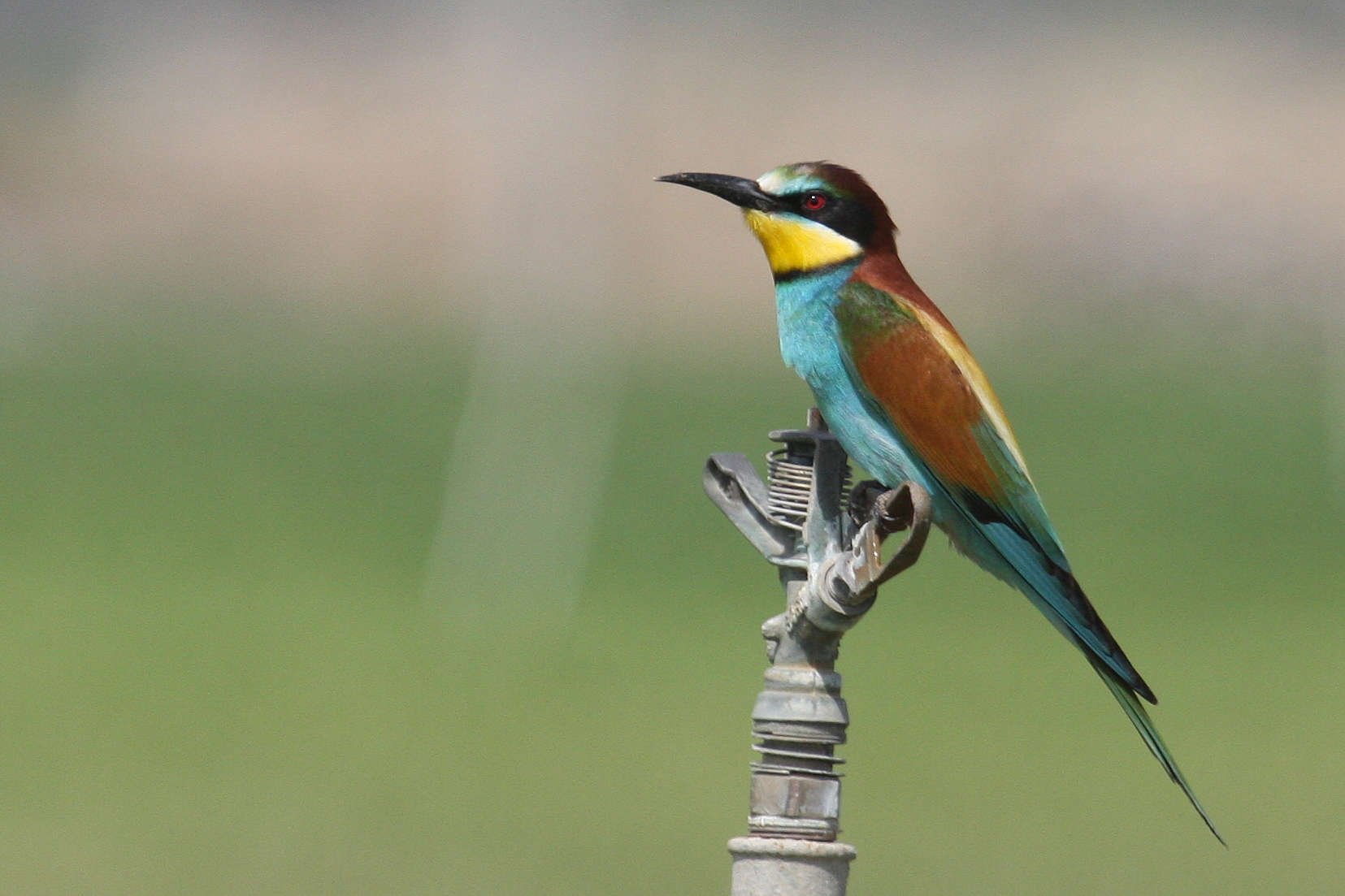
زنبورخواراروپایی
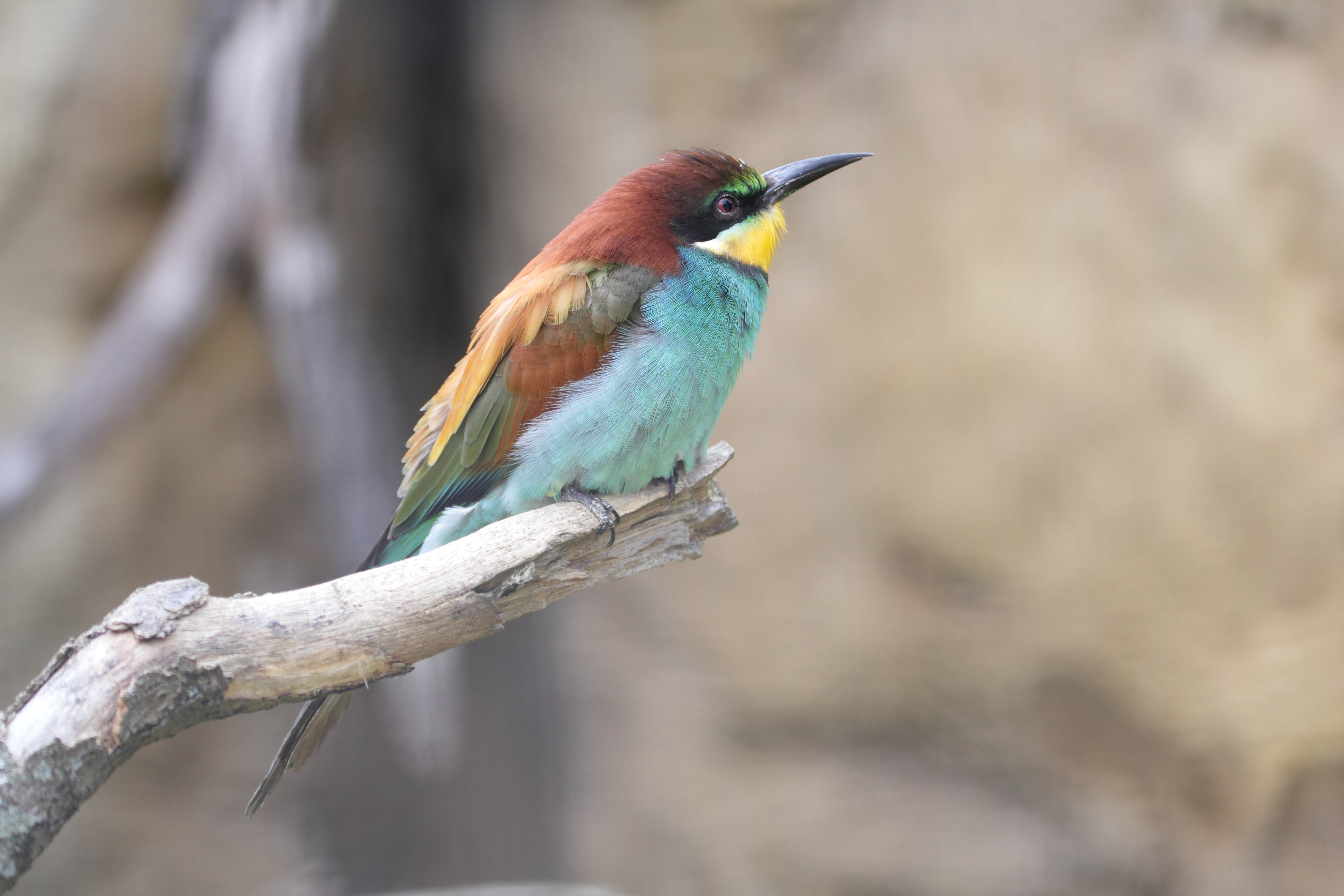
زنبورخوار اروپایی
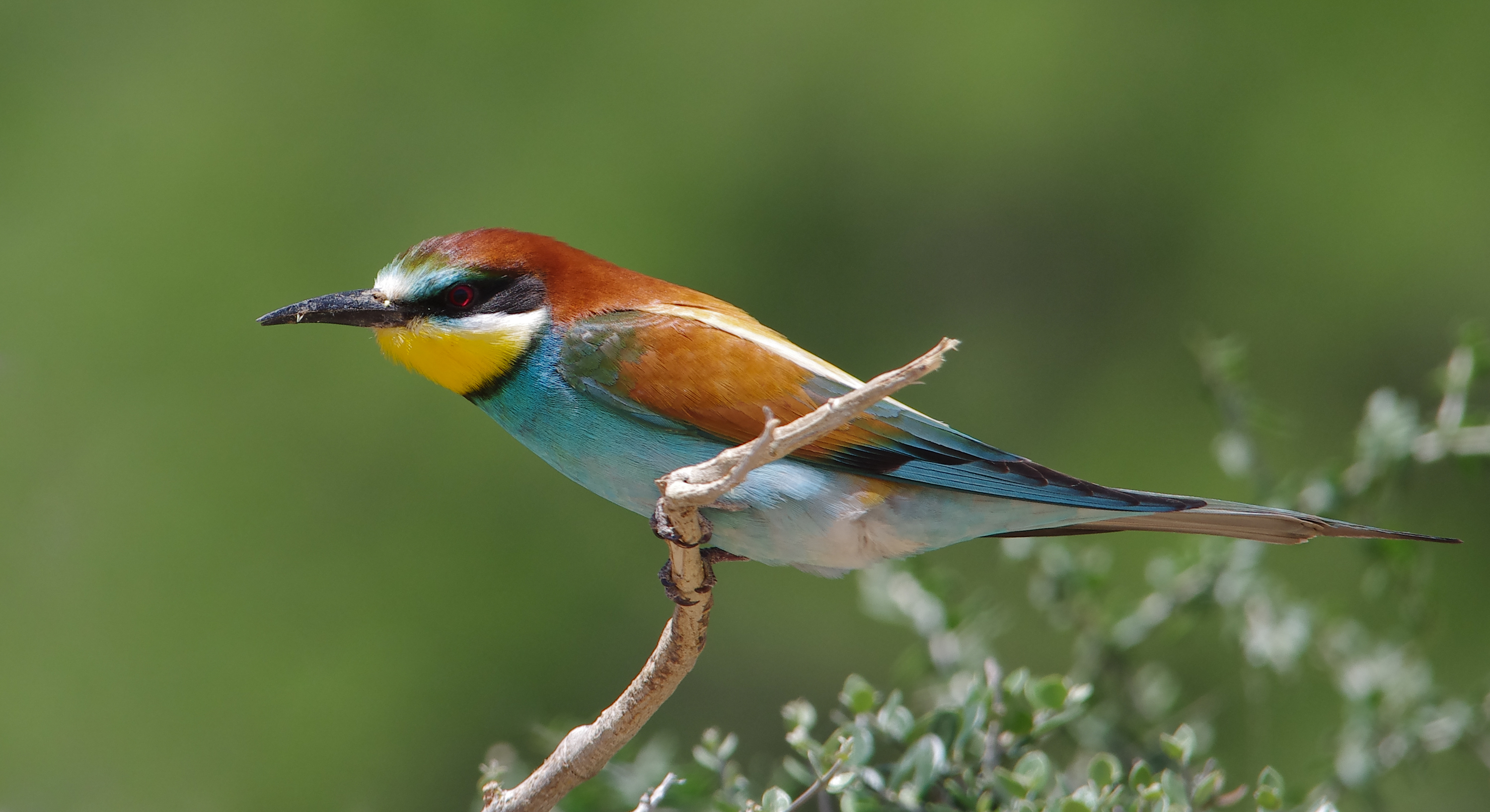
زنبورخوار اروپایی
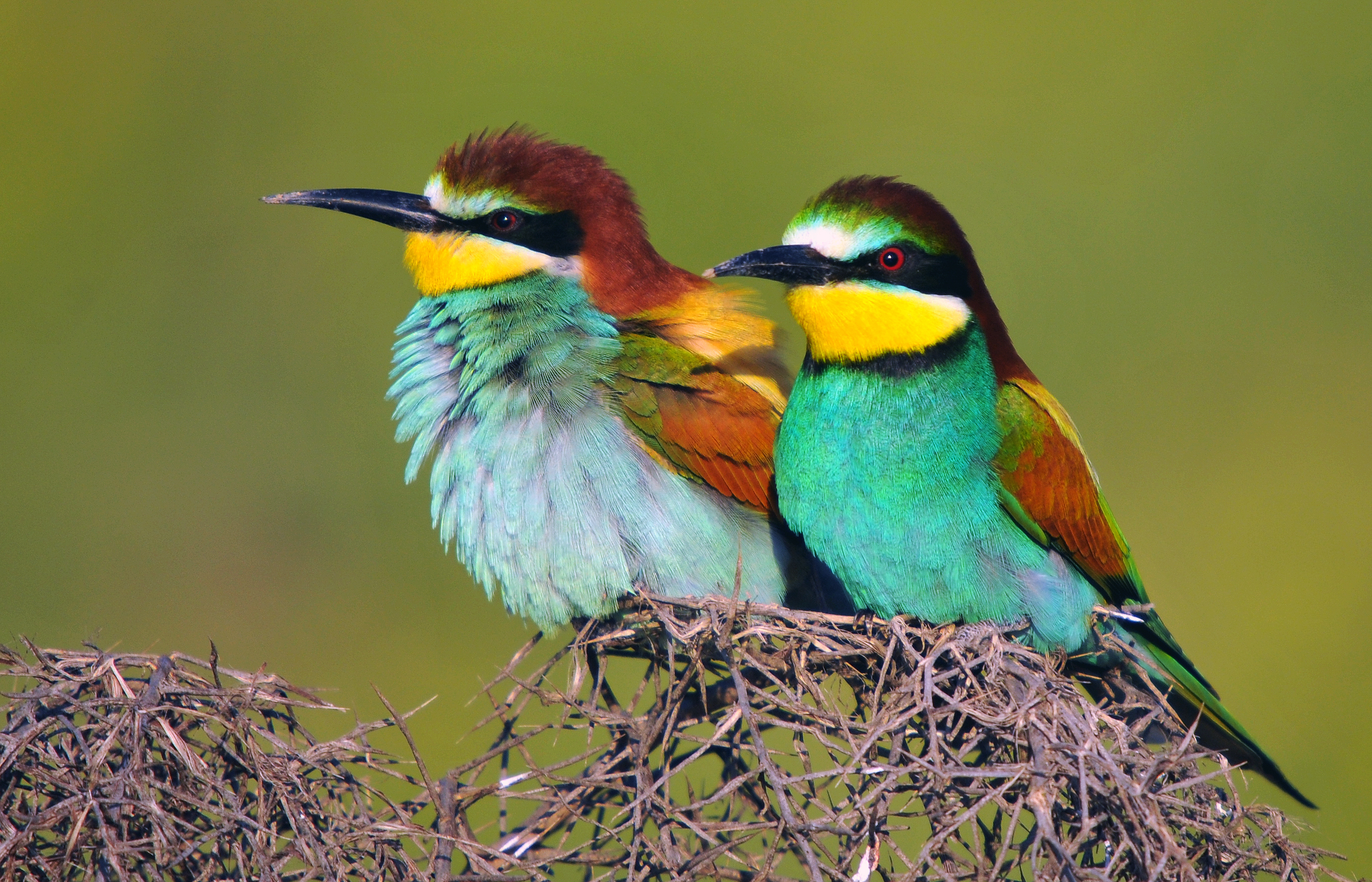
یک چفت زنبورخوار- کشور ترکیه